# Entertainment and Leisure Software Publishers Association

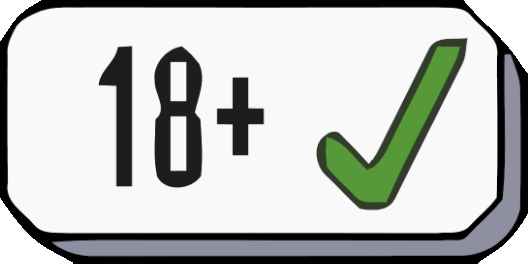
Selo de classificação da ELSPA para a faixa de idade "18+".

O Entertainment and Leisure Software Publishers Association (ELSPA, Associação de publicadores de programas de diversão e entretenimento) é uma organização criada em 1989 pelos criadores de programas britânicos. Era conhecido como o European Leisure Software Publishers Association até 2002.
Entre 1994 e 2003, a ELSPA classificou voluntariamente os jogos de computador lançados na Grã-Bretanha isentos da classificação da BBFC. As classificação dadas eram originalmente 3-10, 11-14, 15-17 e 18+, de acordo com as faixas etárias apropriadas. "X"s simbolizavam a quais faixas etárias não eram apropriados os jogos, enquanto um "V" nas categorias citadas indicavam as idades apropriadas.
Por exemplo, um jogo recomendável para todas as idades teria todas as categorias "vistadas". Um título apropriado apenas para adultos teria "X"s em todas as categorias exceto a "18+". Um título apropriado para idades acima de 11 anos teria um "X" para "3-10" e "V"s para as outras. As classificações foram mais tarde simplificadas para 3+, 11+, 15+ ou 18+. Exemplo :
Esse sistema de classificação foi substituído por um sistema europeu chamado PEGI.
A ELSPA é responsável por fornecer os relatórios de vendas dos jogos eletrônicos vendidos no Reino Unido e promover iniciativas antipirataria.